# Долини Марінера

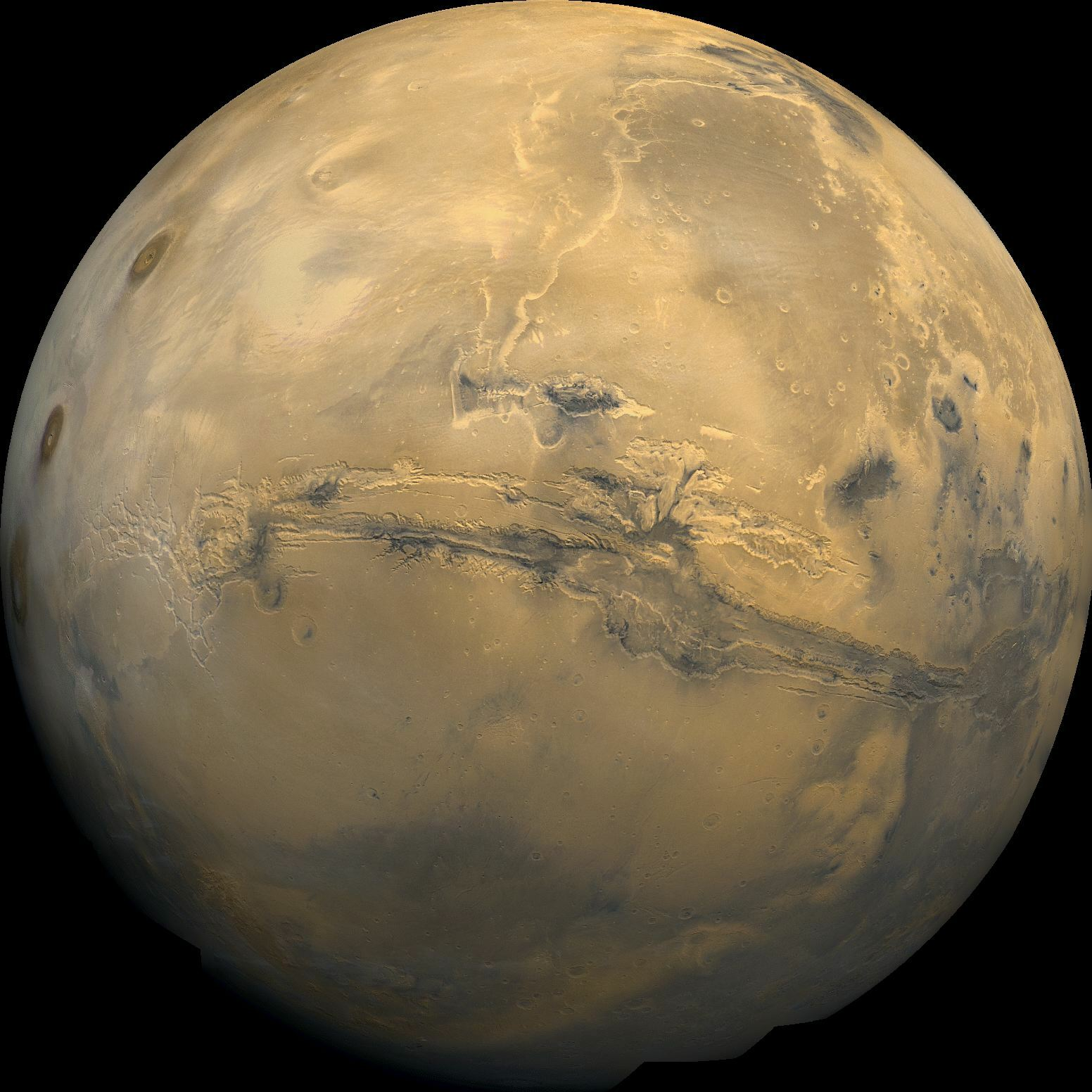
Долини Марінер

Долини Марінер або Долини Марінера (лат. Valles Marineris) — велетенська система каньйонів на Марсі. Названа на честь американської космічної програми «Марінер» після того, як апарат «Марінер-9» виявив каньйони у 1971—1972 роках. Долини Марінер розташовані на північний схід від провінції Фарсида і тягнуться вздовж екватора.

## Основні характеристики
Долини Марінера мають понад 4000 км завдовжки, 200 км завширшки, і до 7 км завглибшки. Система Долини Марінера є одним з найбільших каньйонів в Сонячній системі, поступаючись лише Великій рифтовій долині Землі і (тільки в довжину) Долині Балтіс на Венері.

## Генеза
Існує багато теорій щодо генези долини, згідно з останніми дослідженнями найґрунтовнішою теорією є рифтогенез, на кшталт генези Східно-Африканського рифту Землі.
Рифтогенез Долини Марінера тісно пов'язаний з формуванням Фарсиди. Фарсиду було утворено під час нойської ери до пізньої Гесперійської ери геологічних періодів Марса, в три етапи. Під час першого етапу відбувався вулканізм і ізостатичний підйом Фарсиди.
Проте незабаром, через вулканізм була досягнута критична точка завантаження літосфери, через що літосфера вже не могла підтримувати величезну вагу Фарсиди, що призвело до широкого поширення грабенів в підвищених регіонах Фарсиди.
Другий етап був обумовлений збільшенням вулканізму і втрати ізостатичної рівноваги. Врешті-решт літосфера була перевантажена і було утворено рифтову Долину Марінер.
Для третього періоду була характерна дія вулканів і астероїдів. Літосфера досягла своєї найбільшої точки прогину і надалі відбувалося лише утворення молодих вулканів.
Вулканізм Фарсиди відбувся за дуже низької в'язкості магми, утворюючи щитові вулкани на кшталт пасма Гавайських острів. Відбувся підйом одного-єдиного мантійного плюму (висхідного потоку магми), який повільно рушив у бік, створюючи одну гору за іншою. Це повна протилежність тому, що спостерігається на Землі, де вулканічні пасма (на кшталт, Гаваїв) виникають через те, що рухається плита літосфери, тоді як плюм залишається на місці.

## Регіони долин Марінер

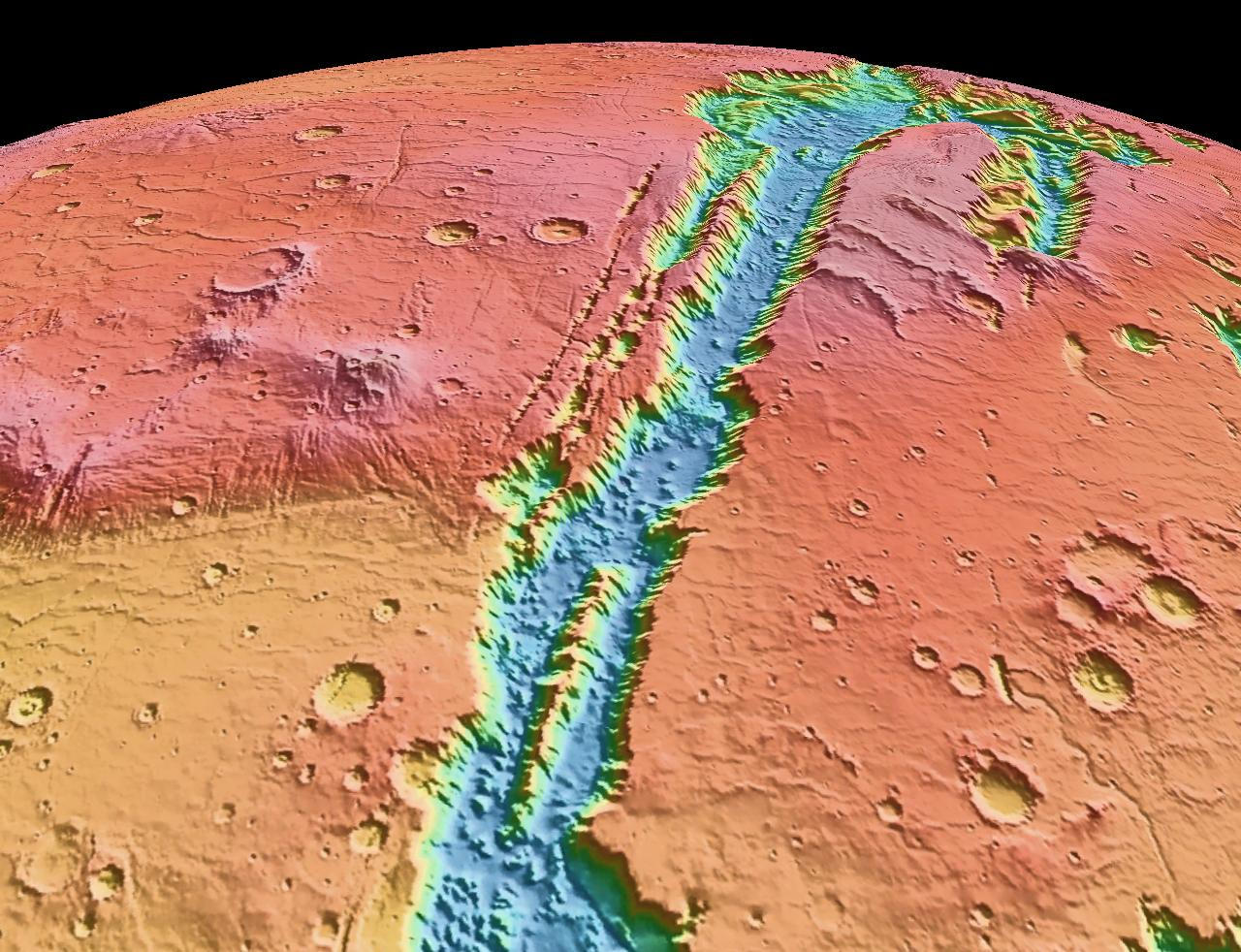
Долини Марінера. Топографічний вигляд побудований на основі даних MOLA

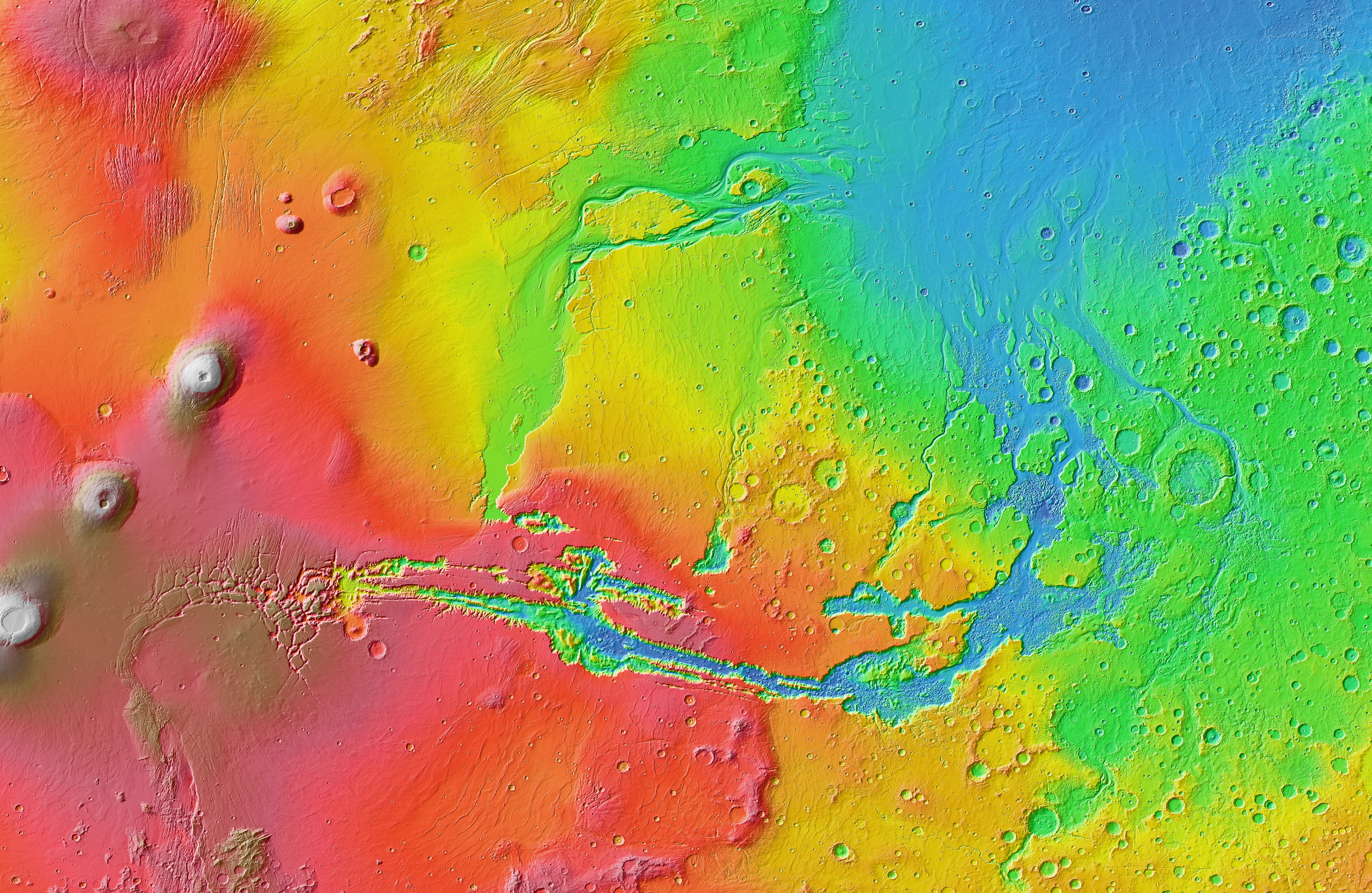
Топографічна карта Valles Marineris з відповідними каналами відтоку та їх оточенням на основі даних альтиметрії MOLA

### Лабіринт Ночі
Лабіринт Ночі міститься на західному краю рифтової долини Марінер, на північ від плато Сирія, на схід від вулкана Павлина. Ця місцевість сильно розкраяна каньйонами, що простираються у різних напрямках.
Долини і каньйони проходять між масивними блоками, що складаються у своїй основі зі стародавніх матеріалів. Проте верхній тріщинуватий шар більшості блоків має, ймовірно, більш пізнє вулканічне походження (асоційоване з вулканами в провінції Фарсида). Стінки блоків складаються з суцільного, однорідного матеріалу. Поверхня між блоками місцями гладка, місцями нерівна. Нерівна поверхня більшою мірою характерна для східної частини Лабіринту. Можливо нерівності пов'язані з еоловими наносами поверх неоднорідного ландшафту і ерозією, можливо це уламки стінок. Гладкі ділянки могли утворитися подібно річковим наносам (при течії рідини) або в результаті вітряних наносів.
Місцевості, схожі з лабіринтом Ночі, як правило, знаходяться в районі витоків висохлих русел (такі регіони досліджував, зокрема, Mars Pathfinder). Утворення таких «лабіринтів» пов'язують з виносом порід при катастрофічних повенях.
Орбітальний модуль Вікінга-1 зробив знімок, на якому водяні хмари над Лабіринтом досить точно повторюють його структуру. Причини цього досі обговорюються в науковому співтоваристві.

### Каньйони Тітона й Іо
Іо починається на північному краю кратера Аудеманс і тягнеться на схід. Каньйон Тітона розташований північніше, паралельно Іо. Усередині Іо (трохи ближче до південної стіни) проходять гори Герьон. Дно Іо складається з матеріалу зсувів зі схилів каньйону. Вважається, що раніше каньйон був глибше, проте з часом стінки руйнувалися і заповнювали каньйон зруйнованою породою. Дно каньйону не має кратерів і слідів ерозії. Стінки Іо (в основному південна сторона) прорізані короткими долинами меридіонального напрямку. Ці долини нагадують утворення на земному плато Колорадо біля Великого Каньйону, що сформувалися в результаті виходу підземних вод та подальшої ерозії.
Каньйон Тітона схожий на Іо, але є і відмінності. Зокрема, на стінках немає такої кількості долин, а деякі ділянки дна мають сліди вітрової ерозії (імовірно ерозії піддається випалий вулканічний попіл).
Місцевість між каньйонами Тітона й Іо покрита лавою і нашаруваннями, пов'язаними з розширенням провінції Фарсида.

### Каньйони Мелас, Офір і Кандор
Наступна частина долин Марінер складається з трьох каньйонів (з півночі на південь): Мелас, Офір і Кандор. Мелас — східне продовження Іо, Кандор — продовження каньйону Тітона, Мелас — овал усередині Кандору. Усі три каньйони з'єднуються.
Дно цих ущелин має істотний перепад висот.
Дно Мелас покрито, як вважають, вулканічним попелом, який зазнав вітрової ерозії. Крім того, воно складається з матеріалу зруйнованих стінок. Уздовж схилів Мелас лежить обвалена порода.
У Меласі розташована найглибша точка на Марсі — 11 км нижче навколишньої поверхні.
Дно між Мелас і Кандор має борознисту поверхню. Це може пояснюватися наносами і іншими особливостями, пов'язаними з переміщенням льоду або рідини. Тут же є багато матеріалу вулканічного походження, у тому числі зі слідами вітрової ерозії. Зустрічаються також піки, що складаються з тієї ж породи, що і стінки каньйону.

### Каньйон Копрат
Далі на схід система каньйонів переходить в каньйон Копрат, дуже схожий на Іо і Тітона. Особливістю Копрат є наявність в східній частині наносів, а також еолових відкладень. Крім того, на схилах Копрат, як і в Іо, видно шаруваті відкладення, причому у Копрат вони більш виражені. Ці відкладення передували утворенню долин Марінер і передбачалося, що вони мають осадове походження. Після отримання даних Mars Global Surveyor висловлювалися гіпотези, що шаруватість утворилася завдяки нашарування вулканічного походження або в результаті знаходження на дні басейнів із рідкою або замерзлою водою. Висувалося також припущення про вітрові наноси, проте навряд чи еоловий матеріал є домінуючим в цих шаруватих відкладеннях. Крім того, помічено, що верхні шари, як правило, набагато тонше нижніх, що може пояснюватися їх різним походженням.
Шаруватість виявлена також на дні Копрат. На Землі такого роду структури утворюються з осадових порід, які поступово накопичуються на дні великих водойм. Точно так шаруваті пласти на Марсі можуть складатися з осадових порід, що утворилися на дні стародавніх озер і морів. Проте, дослідники закликають ставитися до цієї гіпотези з обережністю, оскільки шарувата структура може бути зобов'язана своєю появою зовсім іншим процесам. Тим не менш, через можливий зв'язок між викопними залишками живих організмів і водою, пласти, подібні зображеною тут, представляються найбільш слушним місцем для майбутніх пошуків життя на Марсі.
Аналіз шаруватих структур допомагає зрозуміти ранню геологічну історію Марса.

### Каньйони Еос і Ганг
Далі на схід розташовані Еос і Ганг. У східній частині Еос є обтічні смуги і борозенки. Імовірно вони утворилися під впливом потоків рідини. Ганг є «відгалуженням» Еос. Дно Гангу складається переважно з наносних відкладень (матеріал яких походить зі стін, що руйнуються).

### Рівнина Хриса
Далі на схід долини Марінер переходять у рівнину Хриса, де висаджувався «Вікінг-1». Рівнина Хриса розташована лише на кілометр вище найнижчої точки долин Марінер. Тут є хаотична місцевість, що нагадує структуру Channeled Scablands в східній частині штату Вашингтон. На Землі Channeled Scablands утворилася в плейстоцені, ймовірно, в результаті катастрофічних повеней при проривах льодовикової «дамби» водами озера Міссула. І на рівнині Хриса і на Channeled Scablands є сльозоподібні «острови», довгі протоки, плоскі поверхні на різних рівнях.

## Ресурси Інтернету
- Google Video Fly Through (narrated) [Архівовано 17 квітня 2011 у Wayback Machine.]
- Google Mars scrollable map [Архівовано 22 лютого 2011 у Wayback Machine.] — centered on Valles Marineris
- Computer Simulation of a flyby through Mariner Valley on «Maniac World»
- NASA/Arizona State University flythrough [Архівовано 14 січня 2011 у Wayback Machine.]
- Flying around Candor Chasma at an altitude of 100 meters [Архівовано 19 листопада 2010 у Wayback Machine.]